# Вільгельм Штубенраух
Не плутати з генерал-лейтенантом Вільгельмом фон Штубенраухом!
Вільгельм Штубенраух ( Wilhelm Stubenrauch; 22 березня 1884 — 18 червня 1944, Баден) — німецький офіцер, генерал-майор вермахту.

## Біографія
Син власника лицарської мизи Ріхарда Штубенрауха і його дружини Емми, уродженої Бецель. 23 березня 1903 року вступив в Імперську армію. Учасник Першої світової війни. Після демобілізації армії залишений в рейхсвері. З 1 квітня 1939 по 24 квітня 1941 року — начальник ремонтного управління Верхнього Золанда. З 12 травня по 28 листопада 1941 року — комендант 184-ї, з 12 січня 1942 року — 686-ї польової комендатури, з 1 квітня 1942 по 20 лютого 1944 року — 531-ї тилової області. Помер від емболії.

## Сім'я
14 жовтня 1909 року одружився з Гертруд Штехер. В пари народились 2 сини (1918 і 1921) і дочка (1920).

## Звання
- Лейтенант (4 серпня 1904)
- Оберлейтенант (25 квітня 1913)
- Ротмістр (16 квітня 1915)
- Майор (1 січня 1928)
- Оберстлейтенант (1 лютого 1932)
- Оберст (1 липня 1937)
- Оберст служби комплектування (1 липня 1937)
- Генерал-майор (1 червня 1941)

## Нагороди
- Залізний хрест
  - 2-го класу (30 вересня 1914)
  - 1-го класу (22 березня 1918)
- Орден Альберта (Саксонія)
  - лицарський хрест 2-го класу з мечами (22 листопада 1914)
  - лицарський хрест 1-го класу з мечами (22 травня 1916)
- Почесний хрест ветерана війни з мечами
- Медаль «За вислугу років у Вермахті» 4-го, 3-го, 2-го і 1-го класу (25 років)
- Хрест Воєнних заслуг
  - 2-го класу з мечами (1 жовтня 1941)
  - 1-го класу з мечами (1 вересня 1942)
- Медаль «За зимову кампанію на Сході 1941/42» (22 липня 1942)